# Côte des Esclaves
Pour les articles homonymes, voir Côte des Esclaves (homonymie).

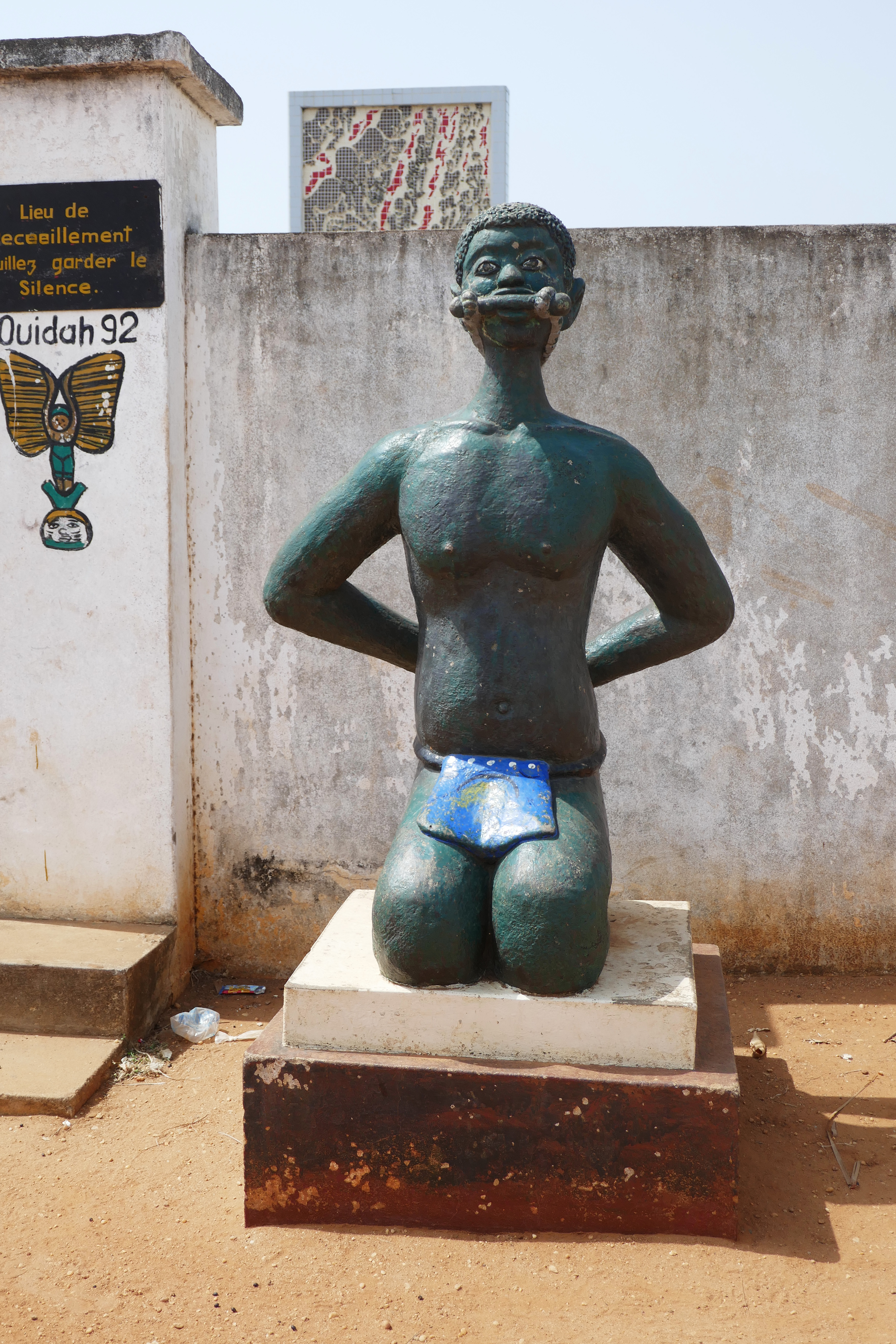
Mémorial Zoungbodji à Ouidah (Bénin).

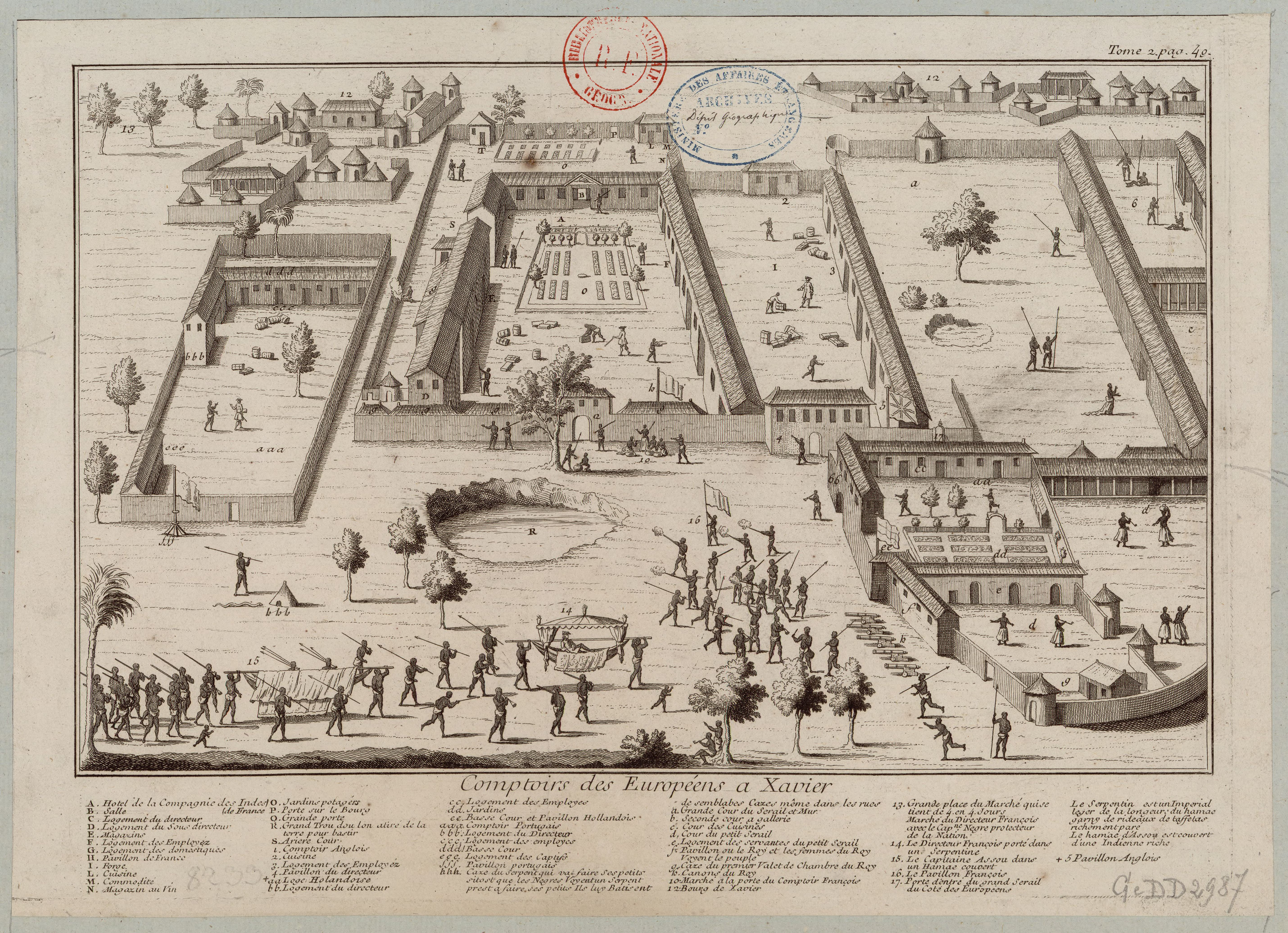
Comptoirs des Européens à Xavier (Savi (Benin), 1730)

On appelait autrefois côte des Esclaves les régions côtières des actuels Bénin et Togo, ainsi qu’une portion du Nigeria riverain, dans lesquelles on pouvait trouver les ports négriers parmi les plus actifs de l’époque de l’esclavage et du commerce triangulaire.

## Géographie
Elle fait partie de la Côte de Guinée, et s'étend de l'embouchure du fleuve Volta à l'ouest jusqu'au delta du Niger à l'est.

### Filmographie
- Elio Suhamy, La Côte des Esclaves, film documentaire pour Arte, 1994.
- 1987 : Cobra Verde de Werner Herzog, avec Klaus Kinski. Fiction relatant les aventures d'un homme réputé être le dernier négociant d'esclaves en ces lieux.